# Bro
Bro là một loại nhạc cụ có dây phổ biến ở một số dân tộc Tây Nguyên ở Việt Nam. Người Ba Na, Xơ Đăng, Êđê, Gia Rai và Giẻ Xtiêng thường sử dụng nhạc cụ này.

## Cấu tạo
Bro là một ống tre lồ ô dài khoảng 90 đến 100 cm, đường kính từ 5 đến 8 cm. Phần mặt đàn có dây giăng chạy qua, còn phần đối diện mặt đàn, trên thân ống có 1 lỗ để gắn quả bầu, trét mật ong cho kín khe hở. Bro nguyên thủy chỉ có một dây làm bằng xơ dứa se lại và vuốt bằng sáp ong. Nay người ta thay dây này bằng dây kom loại tách ra từ phanh (thắng) xe đạp. Loại bro cải tiến hiện nay có hai dây.
Ngay mặt trên thân ống, phần dưới dây có 3, 4 núm cao làm bằng sáp ong gọi là phím. Loại bro cải tiến chỉ có 1 dây có những núm này bên dưới, còn dây kia thì để trống, dùng đánh âm buông và âm nền trì tục (basse ostinnato). Hai dây có độ cao khác nhau.

## Sử dụng
Bro là nhạc cụ dành cho nam giới, đánh độc tấu hoặc tự đệm trong lúc hát. Khi đàn chàng trai không mặc áo. Anh ta úp quả bầu tăng âm vào bụng (phần trên rốn). Tay trái bấm phím, những ngón tay phải móc dây đàn, đồng thời úp mở quả bầu để tạo độ rung, vang khác nhau. Ngày nay một số người dùng miếng khảy thay thế cho các ngón tay lúc đánh đàn.